# Bolesław Prus

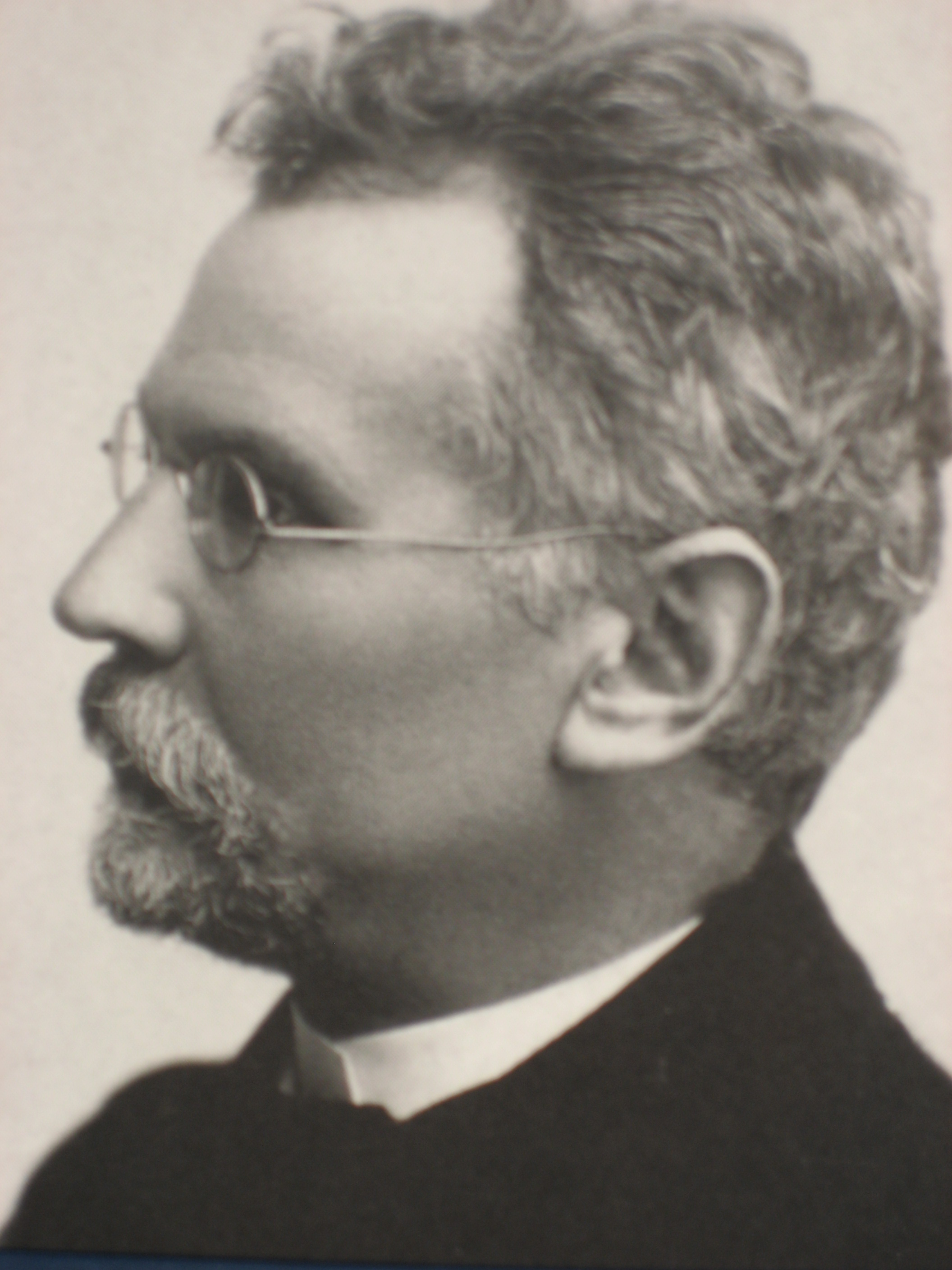
Bolesław Prus, 1887

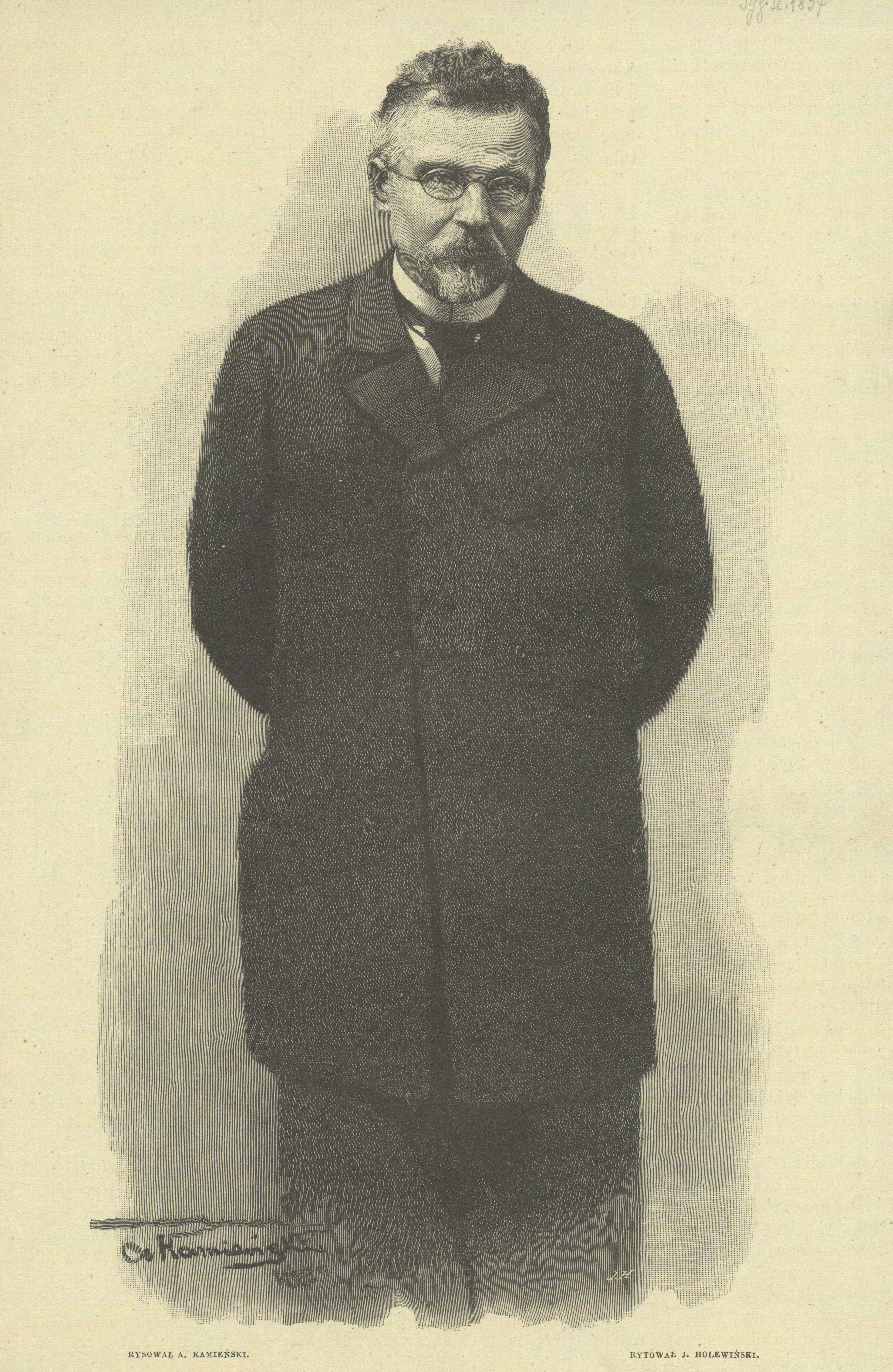
Prus, portret A. Kamieński, 1897

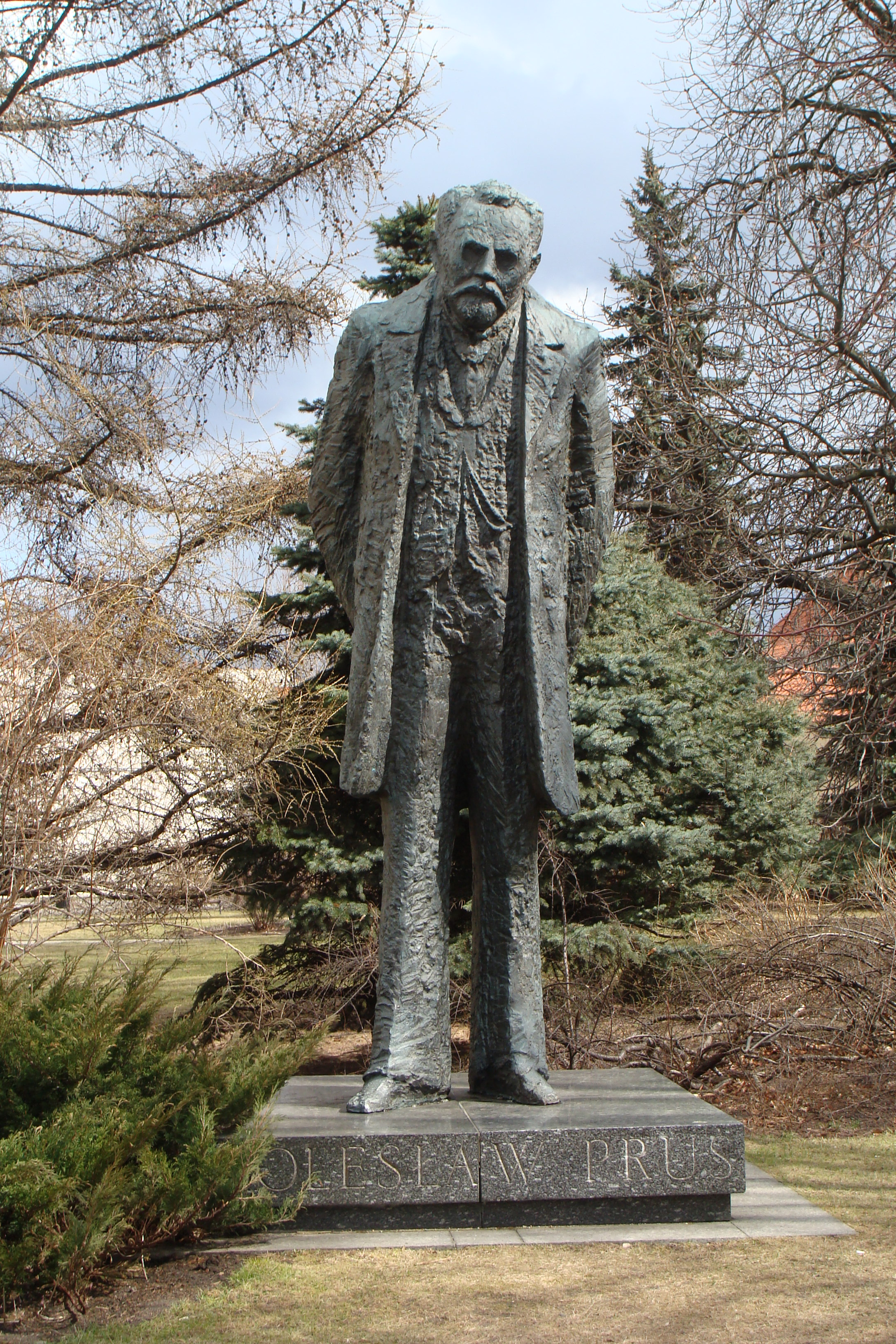
Bolesław Prus – Standbeeld in Warschau

Bolesław Prus, [bɔ'lεswaf 'prus], pseudoniem voor Aleksander Głowacki (Hrubieszów, 20 augustus 1847 - Warschau, 19 mei 1912) was een Pools schrijver en journalist. Prus wordt wel beschouwd als de eerste grote schrijver van de moderne Poolse literatuur, met een nationale status min of meer vergelijkbaar met die van Multatuli in Nederland.

## Leven en werk
Prus werd geboren in een adellijke familie. Hij nam deel aan de januariopstand tegen het keizerlijke Rusland in 1863, hetgeen hem een verwonding opleverde en op een verblijf in de gevangenis kwam te staan. Prus had reeds op jonge leeftijd bijzondere belangstelling voor de exacte wetenschappen en biologie en verdiepte zich ook vanuit een wetenschappelijk oogpunt in diverse sociale problemen. Hij werd een belangrijk vertegenwoordiger van de anti-romantische beweging, die later bekend werd onder de noemer Pools positivisme.
Na een niet voltooide studie aan de Universiteit van Warschau werd Prus journalist, hetgeen hij voor de rest van zijn leven zou blijven. Hij verkreeg zijn eerste bekendheid als schrijver met wekelijkse bijdragen aan de “Warschause Koerier”: korte ironisch-sentimentele novellen waarin kinderen meestal de hoofdrol speelden.
In 1883 verschijnt zijn eerste roman Kinderzonden, maar zijn naam als literator werd vooral gevestigd met de driedelige panoramische roman De pop (1890), die als een mijlpaal in de Poolse literatuur wordt beschouwd. In De pop schetst Prus een weids, volledig en zo waarheidsgetrouw mogelijk beeld van de samenleving in de grote stad (Warschau), in vrijwel al zijn geledingen. De voornaamste intrige van het boek is de liefde tussen een adellijk meisje en een man die zijn idealen omwille van haar opgeeft. Deze roman verscheen in 2015 in het Nederlands in een vertaling van Karol Lesman.
Na de wat minder geslaagde roman De geëmancipeerden (1893) verwerft Prus in 1897 wereldfaam met zijn historische roman De farao, die zich afspeelt in Egypte, aan het begin van de ondergang van het rijk na Ramses II. Geheel in de geest van het antiklerikalisme (een der grondpijlers van het Pools positivisme) doorbreekt een jonge erfprins in het boek de hofetiquette en dringt door tot het leven van het volk. Eenmaal farao bindt hij de strijd aan met de priesters, wier verderfelijke invloed als hoofdoorzaak wordt gezien van de stagnerende maatschappelijke ontwikkeling. Als de romanheld uiteindelijk het onderspit moet delven worden toch een aantal van tevoren aangekondigde hervormingen doorgevoerd. Feitelijk is De farao daarmee een roman over het spel van politieke krachten en machten.
Prus heeft door zijn specifieke stijl duidelijk contouren gegeven aan de reactie tegen de romantiek. Hij schrijft helder en sober, maar uitermate beeldend. Als journalist heeft hij grote invloed gehad op het maatschappelijke debat in zijn tijd en de politieke bewustwording van de Polen.
De vestiging van een zelfstandige Poolse staat na de Eerste Wereldoorlog heeft Prus niet meer mogen meemaken. Hij stierf in 1912 in Warschau, waar vele duizenden zijn begrafenis op het Powązki-kerkhof bijwoonden.